# 펑취안구
펑취안구(한국어: 봉천구, 중국어: 凤泉区, 병음: Fèngquán Qū)는 중화인민공화국 허난성 신샹 시의 현급 행정구역이다. 넓이는 115km2이고, 인구는 2007년 기준으로 140,000명이다.

## 행정 구역
2개 가도, 1개 진, 2개 향을 관할한다.
- 가도: 보서가도, 보동가도.
- 진: 대괴진.
- 향: 노왕분향, 경황향.